# Crouch End
Crouch End är en stadsdel i Haringey i norra London. Crouch End ligger 49 meter över havet och antalet invånare är 10 075.
Terrängen runt Crouch End är platt. Runt Crouch End är det mycket tätbefolkat, med 9 644 invånare per kvadratkilometer. Närmaste större samhälle är City of London, 7,7 km söder om Crouch End. Runt Crouch End är det i huvudsak tätbebyggt.